# Gela
Gela er en by på den italienske ø Sicilien. Byen har 71.217(2023) indbyggere.
Byen blev grundlagt i 688 f.Kr. af nybyggere fra Rhodos. I 1928 fik byen sit nuværende navn.